# Oedipodacris aberrans
Oedipodacris aberrans är en insektsart som beskrevs av Willemse, C. 1932. Oedipodacris aberrans ingår i släktet Oedipodacris och familjen gräshoppor. Inga underarter finns listade i Catalogue of Life.